# Jan Jerzy Hohenzollern
Jan Jerzy Hohenzollern, także Jan Jerzy brandenburski (ur. 11 września 1525 w Cölln, zm. 8 stycznia 1598 Cölln) – elektor brandenburski.

## Życiorys
Syn elektora-margrabiego Brandenburgii Joachima II Hektora i Magdaleny, księżniczki saskiej. Jego dziadkami byli: elektor Brandenburgii Joachim I Nestor i księżniczka duńska Elżbieta oraz książę Saksonii Jerzy Brodaty i królewna polska Barbara Jagiellonka.
Dokonał zjednoczenia Starej i Nowej Marchii.
15 lutego 1545 roku poślubił księżniczkę Zofię legnicką (1525-1546), córkę księcia legnickiego Fryderyka II i księżniczki Brandenburgii-Ansbach Zofii. Para miała jednego syna:
- Joachima Fryderyka (1546-1608) – elektora-margrabiego Brandenburgii;

Zofia zmarła dziesięć dni po narodzinach syna. Elektor ponownie ożenił się 12 lutego 1548 roku z księżniczką Sabiną Hohenzollern (1529-1575), córką księcia Brandenburgii-Ansbach Jerzego i księżniczki oleśnickiej Jadwigi Podiebradówny (1508–1531). Para miała czwórkę dzieci, które przeżyły poród:
- Jerzy Albert (1555–1557);
- Erdmuta (1562–1623) – żona księcia szczecińskiego Jana Fryderyka (1542-1600);
- Anna Maria (1567–1618) – żona księcia szczecińskiego Barnima X (1549-1603);
- Zofia (1568–1622) – żona elektora Saksonii Krystiana I Wettyna (1560-1591);

Po śmierci drugiej żony w 1575 roku, Jan Jerzy ożenił się po raz trzeci. 6 października 1577 roku 52-letni książę elektor poślubił 14-letnią księżniczkę Anhalt-Zerbst Elżbietę (1563-1607). Para doczekała się 11 dzieci:
- Krystian (1581-1655) – margrabia Brandenburgii-Bayreuth
- Magdalena (1582–1616) – żona landgrafa Hesji-Darmstadt Ludwika V Wiernego (1577–1626);
- Joachim Ernest (1583–1625) – margrabia Brandenburgii-Ansbach;
- Agnieszka (1584–1629) – żona księcia wołogoskiego Filipa Juliusza (1584–1625), następnie księcia Saksonii-Lauenburg Franciszka Karola Wettyna (1594–1660);
- Fryderyk (1588–1611);
- Elżbieta Zofia (1589–1629) – żona kasztelana wileńskiego Janusza Radziwiłła (1579–1620); następnie księcia Saksonii-Lauenburg Juliusza Henryka Wettyna (1586–1665);
- Dorota Sybilla  (1590–1625) – żona księcia brzeskiego Jana Chrystiana;
- Jerzy (1591–1615);
- Zygmunt (1592–1640);
- Jan (1597–1627) – biskup Havelberg;
- Jan Jerzy (1598–1637).